# 德古拉：永咒傳奇
《德古拉：永咒傳奇》（英語：Dracula Untold）是一部2014年美國動作恐怖電影，導演蓋瑞·蕭的執導處女作，由麥特·薩札瑪與柏克·沙普利斯負責撰寫劇本。電影並非忠於愛爾蘭小說家伯蘭·史杜克的1897年小說《德古拉》，而是以比較貼近歷史的觀點敘述德古拉的原型弗拉德三世使用黑暗的力量來保護他的家園和王國。本片由路克·伊凡斯、莎拉·蓋登、多米尼克·庫珀與薩曼莎·巴克斯擔任主演。
主要拍攝於2013年8月5日在北愛爾蘭開拍。在美國，環球影業將電影定於2014年10月10日上映（含IMAX版），而台灣則於10月9日提前上映。儘管評價褒貶不一，但《德古拉：永咒傳奇》的票房於全球成功地賣座2億1700萬美元。

## 劇情
故事敘述特蘭西瓦尼亞王子弗拉德三世受到鄂圖曼土耳其帝國穆罕默德二世的威脅，要求交出1000位他國的男孩，包括弗拉德自己的孩子英格拉斯也將加入敵國的軍隊。弗拉德為了拯救兒子，他離開了妻子蜜蕊娜和自己的國家，翻山越嶺找到了一位古老的吸血鬼卡利古拉，他和卡利古拉作了一項魔鬼般的交易，那就是賜予弗拉德王子在三天之內擁有100人的強大力量以摧毀敵人，但代價是將承受排山倒海的嗜血渴望，一旦在三天內吸飲人血，將會永遠轉變為吸血鬼。
期後，王子趕到自己國家打仗，戰後因戰略地勢關係，所以帶領子民離開國家去一間修道院準備打仗。其間，王子的一位兄弟被土耳其人所殺，而王子用了卡拉古拉給他能力的方法救他。在他到達一個修道院時他的一個神學顧問發現王子已經是一半的吸血鬼，並且得知弗拉德尚未吸取人血希望他來幫助弗拉德結束生命，在神學顧問將廠房布簾劃破以後陽光照射在弗拉德臉上時有如火燒般的痛苦，人民們都看到原來自己的領主是一個吸血鬼，紛紛拿起火把欲被他們視為怪物的弗拉德與廠房一同燒死，大火一燒濃煙密布將太陽光給遮住弗拉德走了出來大怒，眾人本以為會死於弗拉德之手，不過弗拉德看見蜜蕊娜忍了下來，告訴大家快回自己的工作崗位上。
過沒多久穆罕默德二世的軍隊行軍至修道院下方，弗拉德利用吸血鬼能力攻擊大軍，敵軍利用調虎離山計在弗拉德離開修道院後精銳的部隊從背後突擊修道院，修道院人民寡不敵眾被殘殺，且英格拉斯也遭敵人擄走。蜜蕊娜則是為了躲避追兵掉落山谷，即使弗拉德奮力要救時已經來不及，奄奄一息的蜜蕊娜告訴弗拉德要他吸取自己的血液來拯救英格拉斯，弗拉德忍著難過痛苦吸取自己妻子的血，弗拉德三世正式成為吸血鬼德古拉。回到修道院詢問殘存的人民復仇的意願，並將自己的血液給他們吸食，讓大家成為吸血鬼大軍找穆罕默德二世與他的軍隊復仇。
吸血鬼大軍與德古拉兵分二路，由吸血鬼大軍進攻，德古拉則趁勢往穆罕默德二世的大本營營救英格拉斯。期間德古拉被銀幣所傷趨於下風，直到穆罕默德二世拿起木樁要刺死德古拉時，穆罕默德被反制刺傷，血被德古拉吸乾。吸血鬼大軍一面倒的將軍隊摧毀至無人生還，但噬血的本性使他們欲攻擊英格拉斯。德古拉將英格拉斯安置給傳教士後，將天空的陽光釋放，自己與吸血鬼大軍皆化成灰燼……
戰後，英格拉斯即位，德古拉被卡利古拉救活後就此隱居。幾百年後，德古拉回到故居，這時已變成了市集，在期間遇到蜜蕊娜且相談甚歡。離開時，活到現今的卡利古拉在兩人身後留下了一句「讓這個遊戲開始吧……」

## 演員
| 演員            | 角色                                             |
| 路克·伊凡斯     | 「德古拉」弗拉德三世（"Dracula" Vlad III Țepeș） |
| 莎拉·蓋登       | 蜜蕊娜／米娜·穆雷（Mirena／Mina Murray）         |
| 多米尼克·庫珀   | 穆罕默德二世（Mehmed II）                        |
| 艾特·帕金森     | 英格拉斯（Ingeras）                              |
| 查爾斯·丹斯     | 卡利古拉（Caligula）                             |
| 威廉·休斯頓     | 卡贊（Cazan）                                    |
| 費迪南德·金斯利 | 哈姆薩省長（Hamza Bey）                          |
| 諾亞·亨特利     | 彼得魯隊長（Captain Petru）                      |
| 扎克·麥高恩     | 許克爾奇姆（Shkelgim）                           |
| 羅南·維貝爾     | 「智者」席米翁（"The Wise" Simion）              |
| 迪爾梅德·默塔   | 杜米特魯（Dimitru）                              |
| 薩曼莎·巴克斯   | 芭芭雅嘎（Baba Yaga，鏡頭刪減）                  |

## 補拍和環球怪物計畫
2014年10月1日，宣布補拍於製作結束後不久，以配合重啟的環球怪物系列計畫，重啟版的《神鬼傳奇》是系列中的第一部，而《德古拉：永咒傳奇》是第二部。製片人阿利薩·菲利普斯在英國首映會時證實，《德古拉：永咒傳奇》才是第一部。他希望伊凡斯的角色能客串《神鬼傳奇》，並也談到了本片的續集和怪物系列的重啟。導演在接受IGN記者採訪時，表示「如何想用它（本片）作為跳板，他們是可以這麼做的」。
但後來據傳，《德古拉：永咒傳奇》並不列在重啟的環球怪物系列計畫中，而使改以《神鬼傳奇》（2017年）作為該宇宙的第一部電影。

## 發行
2013年4月25日，環球影業宣布，電影將於2014年8月8日上映。四個月後，據宣布，電影延至2014年10月3日發布。後來又打算延後到2014年10月17日。最後決定於萬聖節的三週前的2014年10月10日上映。電影涵蓋了所有的版本，包含IMAX版，並將於首週對外發布在25個國外市場。

### 評價
《德古拉：永咒傳奇》獲得了影評家多數負面的評價，在爛番茄基於108條評論，持有22％的新鮮度，平均得分4.4／10。於Metacritic上根據30位評論家，得分40（滿分100），象徵著「普遍不利的評價」。imdb上得分6.2。
《芝加哥太阳报》给63分：片中弗拉德王子的多次关于爱、荣誉和家庭的演讲显得沉闷冗长，此外，影片的对白也显得僵硬呆板。很显然，《德古拉元年》只打算扮酷而不想言之有理。《娱乐周刊》给50分：不论是作为彻底的历史题材史诗片，还是动作、恐怖混搭片，影片都不够格。

### 票房
電影於25個國外市場提前美國一星期上映，票房收入為2100萬美元。在墨西哥首映後四天就得到了500萬美元亮眼票房。最高票房的首映國家依序為英國（450間影院的票房為270萬美元）、德國（495間影院的票房為240萬美元）、法國（303間影院的票房為210萬美元）、澳大利亞（213間影院的票房為190萬美元）和馬來西亞（108間影院的票房為130萬美元）。而在北美上映的首週，以2450萬美元的票房排於《控制》（2680萬美元）之後。次周末收989万列第六位。
| 上一届： 《》 | 2014年臺北週末票房冠軍 第41周 | 下一届： 《》 |

## 榮譽
| 頒獎典禮       | 結果 | 獎項             | 提名人                       |
| 土星獎         | 提名 | 最佳恐怖片       |                              |
| 土星獎         | 提名 | 最佳服裝設計     | 恩吉拉·迪克森                |
| 土星獎         | 提名 | 最佳化妝設計     | 馬克·庫利耶與丹尼爾·菲利普斯 |
| Fangoria電鋸獎 | 提名 | 最佳廣泛發行電影 | 傑瑞·蕭                      |
| 全美民選獎     | 提名 | 最受歡迎驚悚片   |                              |

## 續集
2014年10月2日，製片人阿利薩·菲利普斯透露，電影的續集有望會在英國首映。2014年11月3日，據Box Office Mojo推測，本片的利益營收表現足夠開動怪物系列的計劃。

## 外部連結
- 互联网电影数据库（IMDb）上《德古拉：永咒傳奇》的资料（英文）
- Box Office Mojo上《德古拉：永咒傳奇》的資料（英文）
- 爛番茄上《德古拉：永咒傳奇》的資料（英文）
- Metacritic上《德古拉：永咒傳奇》的資料（英文）
- AllMovie上《德古拉：永咒傳奇》的资料（英文）
- 開眼電影網上《德古拉：永咒傳奇》的資料（繁體中文）
- 时光网上《德古拉：永咒傳奇》的資料（简体中文）
- 豆瓣电影上《德古拉：永咒傳奇》的資料 （简体中文）